# Förvaltningsrätten i Malmö
Förvaltningsrätten i Malmö är en förvaltningsdomstol som har ersatt Länsrätten i Skåne län. Förvaltningsrätten i Malmö är även migrationsdomstol, tillsammans med Förvaltningsrätterna i Stockholm, Göteborg och Luleå.

## Domkrets
Förvaltningsrättens domkrets är Skåne län. Den omfattar således följande kommuner:
| - Bjuv - Bromölla - Burlöv - Båstad - Eslöv - Helsingborg - Hässleholm | - Höganäs - Hörby - Höör - Klippan - Kristianstad - Kävlinge - Landskrona | - Lomma - Lund - Malmö - Osby - Perstorp - Simrishamn - Sjöbo | - Skurup - Svedala - Staffanstorp - Svalöv - Tomelilla - Trelleborg - Vellinge | - Ystad - Åstorp - Ängelholm - Örkelljunga - Östra Göinge |

När Förvaltningsrätten i Malmö dömer som migrationsdomstol är domkretsen en annan. Domkretsen omfattar då, förutom Skåne län, även Blekinge län, Jönköpings län, Kronobergs län, Kalmar län och Östergötlands län.